# Diebinnen (1996)
Diebinnen ist eine 1995 entstandene deutsche Filmkomödie von Peter Weck mit Christiane Hörbiger, Lena Stolze und Jennifer Nitsch in den Titelrollen.

## Handlung
Klara Herzog, Sabine Heyer und Michaela Ritter kennen sich nicht und haben doch eins gemeinsam: Sie sind ziemlich frustriert mit ihrem Leben und den sie umgebenden Männern und wollen nun unbedingt daran etwas ändern. Klara, mit 53 Jahren die älteste der drei Frauen, ist zweifache Mutter, Hausfrau und Gattin des Maklers Karl Herzog. Und: sie lebt ihren Frust als Ladendiebin aus. Als sie dabei erwischt wird, führt man sie der jungen Staatsanwältin Sabine vor, die ebenfalls ihre privaten Sorgen hat. Zu den beiden gesellt sich schließlich noch Michaela Ritter, eine Expertin vor Alarmanlagen-Installationen. 
Auf einer Cocktailparty der Herzogs kommen alle drei erneut zusammen und werden durch einen Zufall dazu inspiriert, sich dem Detektivspiel hinzugeben. Auf eben jener Feier macht die Staatsanwältin einen Mann aus, der ihr dank seiner kriminellen Vergangenheit nicht unbekannt ist: Dabei handelt es sich um einen gerissenen Steuerhinterzieher, den sie schon immer hinter Gitter bringen wollte. Gemeinsam beschließen die drei Damen sich als Einbrecherinnen und Diebinnen zu versuchen, und in dessen vier Wände einzubrechen, um dort eventuell belastendes Material aufzuspüren und zwecks Strafverfolgung mitgehen zu lassen. Mit Michaela hätten sie ja auch eine Expertin dabei, die nicht nur weiß, wie man Alarmanlagen einbaut, sondern auch wieder ausschaltet. Und so machen sich die Drei auf ihre erste Diebestour … 

## Produktionsnotizen
Diebinnen wurde zwischen dem 23. Mai und dem 7. Juli 1995 in und um München gedreht und am 11. Mai 1996 auf dem Filmfest von Emden uraufgeführt. Kino-Massenstart war am 20. Juni desselben Jahres.
Dieter Nobbe übernahm die Herstellungsleitung, Peter Huschka die Produktionsleitung. Egon Strasser zeichnete für die Bauten und die Ausstattung verantwortlich. Der Film entstand in Zusammenarbeit mit dem Privatfernsehsender Sat.1. Die Fernsehpremiere fand auf diesem Sender am 25. November 1997 statt.

## Kritiken
Die Kritik fand kein einziges gutes Wort für diesen Film:

„Unlustige Komödie aus dem Tal der Biedermeier-Mattscheibe Anno 1956.“

Im Filmdienst heißt es: „Biedere Komödie, die bekannte Handlungselemente aufgreift und dabei den Darstellerinnen jeden Handlungsspielraum nimmt, so daß sich keine Komik entwickelt. Ärgerlich ist zudem die den Frauen unterstellte Verbindung von kriminellem Potential und sexueller Frustration.“
Bei TV Spielfilm war zu lesen: „Die unsägliche Zotenparade verzapfte Peter Weck – Weck wie weckschalten!“